# École des mines de Saint-Pétersbourg

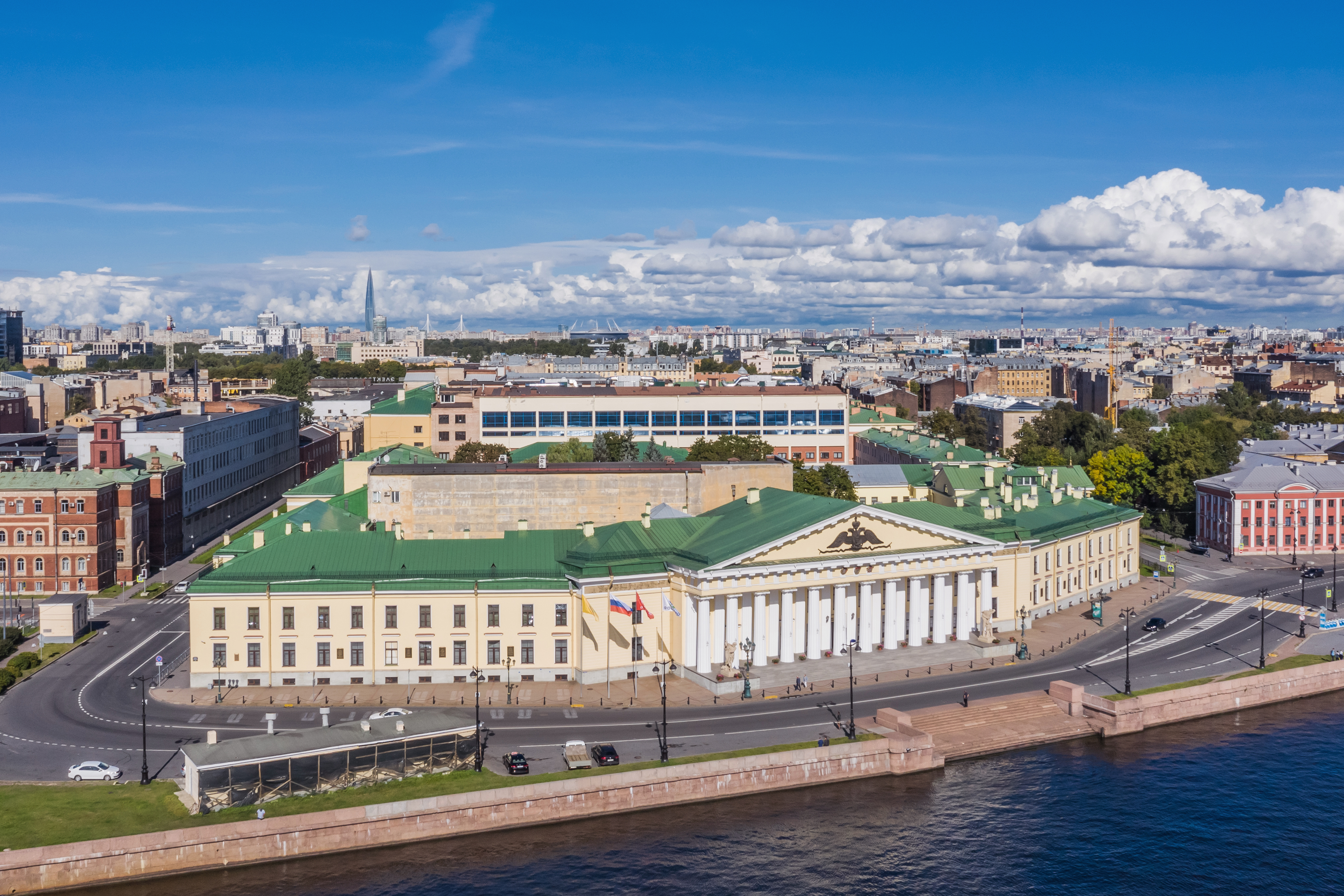
Le hall d'accueil de l’École des mines (1811) est un chef d’œuvre d’architecture néoclassique dû à Andreï Voronikhine.

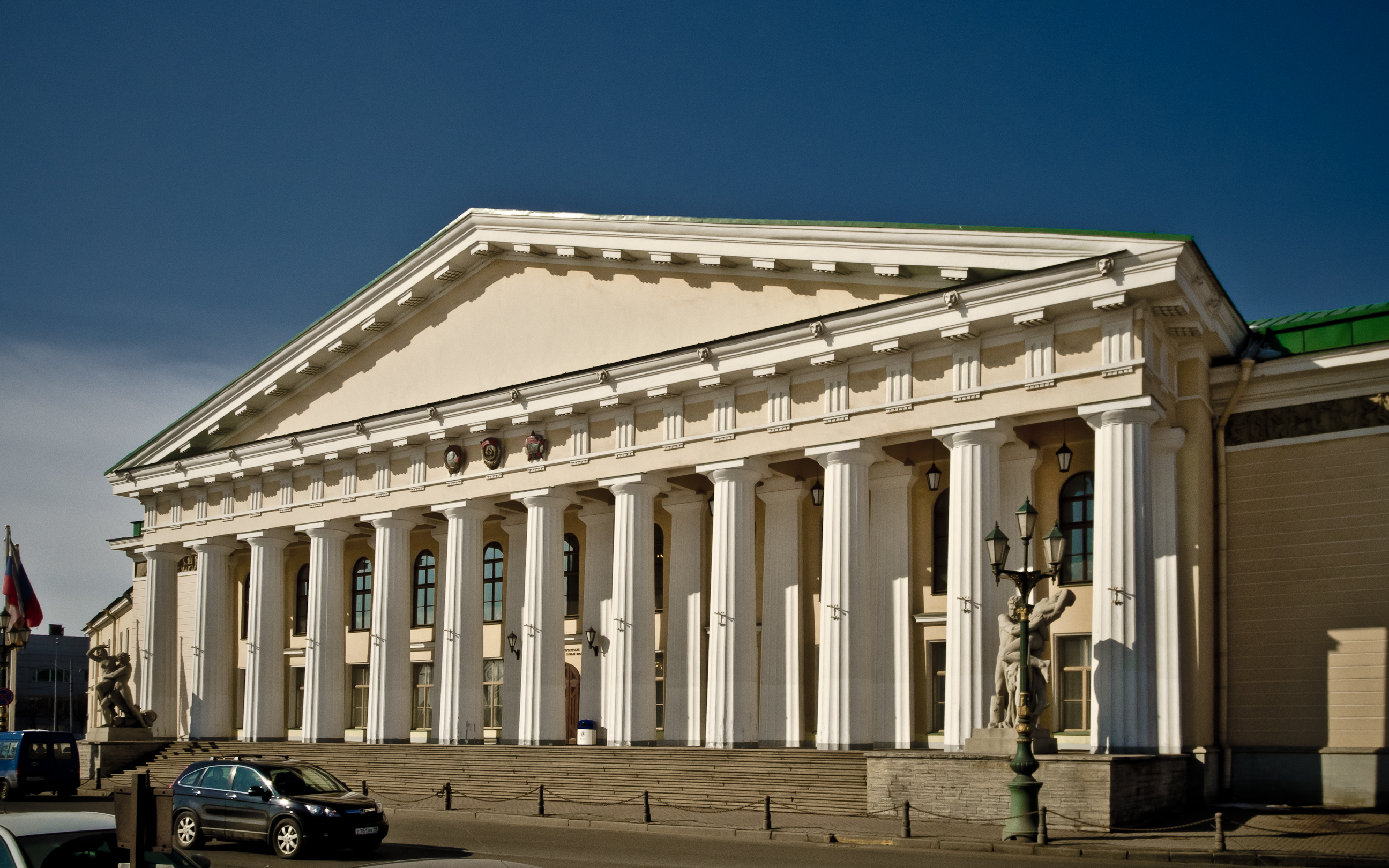
Entrée de l'école.

L’École des mines de Saint-Pétersbourg - G.V. Plekhanov (Institut des Mines de Saint-Pétersbourg) est un établissement d'enseignement supérieur russe, spécialisé dans la géologie et l'exploitation des mines. Plus vieille école d'ingénieurs de ce pays, elle a été fondée en octobre 1773.

## Histoire
La première école des mines de Russie a été fondée à l’initiative d'un exploitant bachkir, Ismaïl Tassimov qui, en 1771, en fit la proposition à la Commission des Mines. Pour décider le cabinet ministériel de l'impératrice, Tassimov et son groupe d'investisseurs s'engagent à verser au projet 50% des recettes pour chaque livre de minerai produit. Dans un rapport au Sénat intitulé « Sur l’institution d'une école des mines », la Commission des Mines approuve les propositions du Bachkir et en reconnaît « non seulement l’utilité, mais aussi la nécessité pour l’ensemble du corps des mines ».
Le 21 octobre 1773 (nouveau style), Catherine II approuve la création de cette première école d'ingénieurs de Russie, confiant sa gestion non pas au corps des ingénieurs mais à la Commission des Mines, « afin que les fils, non seulement nobles, mais aussi roturiers, puissent étudier dans cet établissement. » L'inauguration officielle a lieu le 9 (20) juillet 1774. Ses élèves, principalement issus de l'aristocratie et de l'Armée, devront achever leur formation comme stagiaires à la Commission des Mines puis dans les mines de l’État.
Catherine II concrétisait là une volonté de Pierre le Grand et de Mikhaïl Lomonossov. Le développement d'un corps d'ingénieurs compétents était considéré depuis par les tsars comme un besoin vital du pays afin qu'il rivalise avec les puissances occidentales. Comme l'écrit l'historien Alfred J. Rieber : « Le mariage de la technique et de l'Etat centralisé exerçait une fascination naturelle sur Pierre le Grand et ses successeurs, particulièrement Paul Ier, Alexandre Ier et Nicolas Ier (...) Tous trois avaient reçu une formation militaire et avaient été témoins des exploits des ingénieurs de la France révolutionnaire et impériale. Réparation des chaussées, raccordement des canaux et rivières et construction d'édifices civils à travers toute l'Europe en un temps record, tout cela constituait un tribut à leur pays bien supérieur à toutes les victoires de Napoléon. »
L'institution conserva son organisation militaire jusque dans les années 1860. Pour en faire un établissement d'enseignement civil, l’École des mines avait été rebaptisée le 10 mars 1833 « Institut des mines » et les élèves des deux classes supérieures étaient désormais qualifiés d'étudiants au lieu de « sous-officiers. » L'uniforme des étudiants conservait les couleurs du corps des mines (bleu foncé avec col et manchettes noirs, une tunique rouge et des boutons jaunes), mais les shakos, les ceintures et épées étaient supprimés ; les étudiants devaient porter un tricorne et un manteau à capuche assorti. Les  cols des uniformes comportaient des boutonnières dorées sur le modèle du lycée de Tsarskoïe Selo. Pour les roturiers et les élèves des classes inférieures, « ...les mêmes boutonnières, mais plus petites, en hommage à leur bienfaiteur. » Cette livrée ne fut toutefois en vigueur qu'un an (jusqu'au 1er janvier 1834, date d'une nouvelle réforme du corps des mines).
Quoique située à Saint-Pétersbourg, l'école exerce aujourd'hui un rayonnement plus fédéral que régional, et passe des accords avec les majors pétrolières et gazières, ainsi qu'avec l’État. Elle possède aujourd'hui son propre musée, qui conserve l'une des plus riches collections de minéraux et de gemmes.

## Uniformes

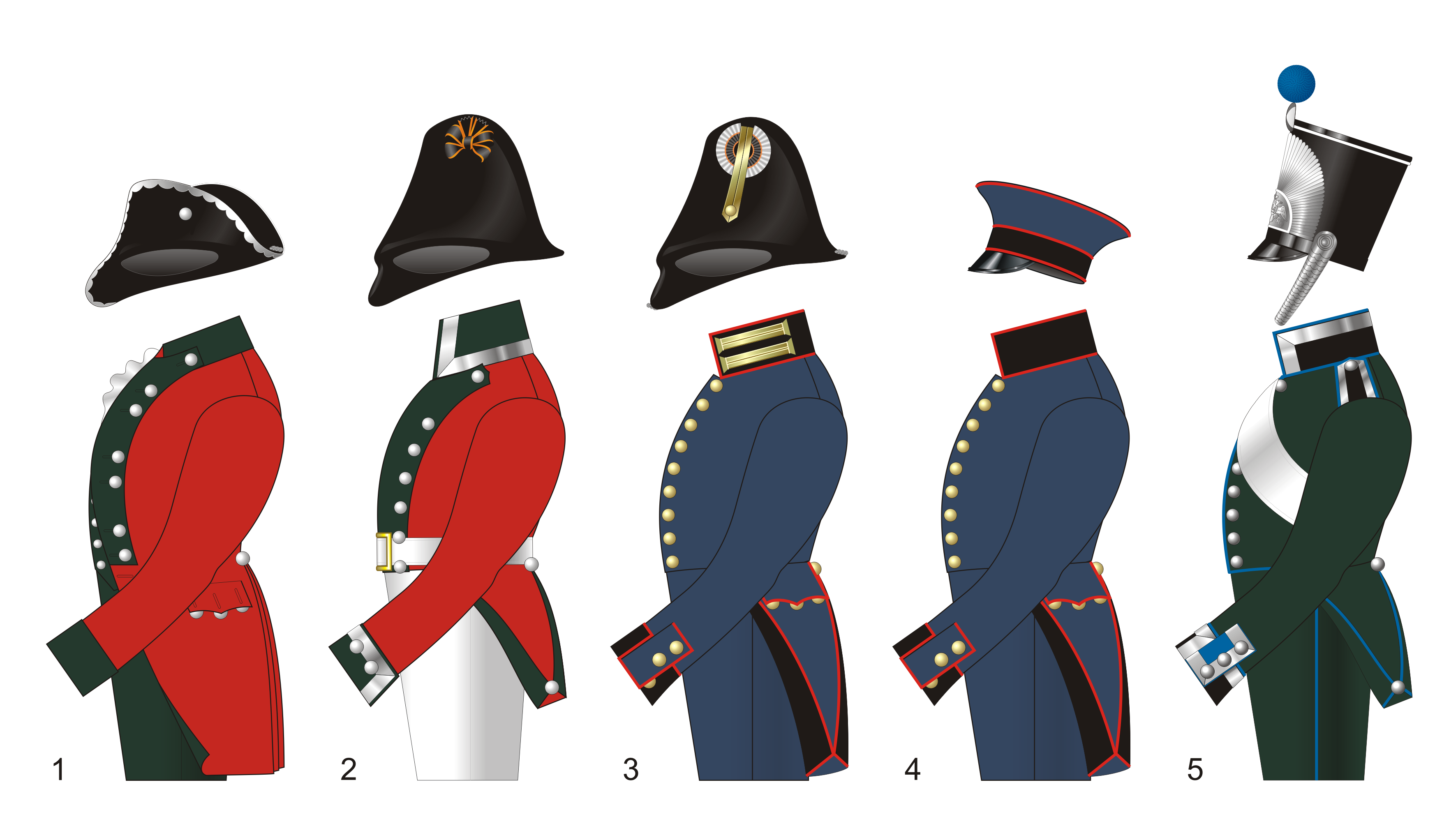
Uniformes de l'école des mines, de la fin du XVIII au milieu du XIX :
1. Maître de conférences de l’École (1794)
2. Ingénieur stagiaire (1804)
3. Aspirant-ingénieur (1833–1834)
4. Étudiant de première année, 1833–1834
5. Ingénieur stagiaire (1834–1848)

L'uniforme des élèves a été modelé sur celui des ingénieurs du corps de l'artillerie et du génie, mais avec les couleurs propres au corps des mines: caftans rouges à garniture blanche et or, puis plus tard vert et argent,.
Le 19 janvier 1804, la charte, le personnel et le rapport réformant le corps des ingénieurs des mines sont approuvés. Selon les uniformes, 60 cadets sont autorisés à défiler dans l'uniforme « en tissu rouge à revers et doublure vert foncé et à boutons plaqués argent ; cravate noire ; gilet et pantalon blancs ; chaussures avec des bas ou des bottes,  chapeau à la main. »

## Facultés
L’institut des Mines de Saint-Pétersbourg est composé de 7 facultés, : 
- Faculté de prospection géologique;
- Faculté d’électromécanique minière;
- Faculté des mines;
- Faculté de métallurgie;
- Faculté d’économie minière;
- Faculté d'utilisation de l'espace souterrain,
- Faculté des sciences humaines;
- Faculté de géophysique RF

L’actuel recteur de l'Institut est le professeur de génie minier Vladimir Stepanovitch Litvinenko.
Le bâtiment de l’institut des mines est de style Empire et se trouve à l’intersection de la rue 21e ligne et de la rivière Neva, sur la rive sud de l'île Vassilievski.
Plusieurs personnalités russes, des scientifiques de renommée internationale  ont fréquenté cet établissement, notamment Nikolaï Koudriavtsev, et les minéralogistes et cristallographes Evgraf Fedorov et Ilarion Chafranovski (ru).